# Saint-Hilaire-de-la-Côte
Saint-Hilaire-de-la-Côte é uma comuna francesa na região administrativa de Auvérnia-Ródano-Alpes, no departamento de Isère. Estende-se por uma área de 13,75 km². Em 2010 a comuna tinha 1 573 habitantes (densidade: 114,4 hab./km²).